# Alduí I d'Angulema
Alduí (o Hilduí) I (mort 27 de març de 916) fou comte d'Angulema des de 886.
Era el fill de Vulgrí I d'Angulema, a qui va succeir el 3 de maig de 886. Com el seu pare, se li va encarregar de defensar parts d'Aquitània dels atacs dels vikings o normands.
No se sap qui fou la seva dona, però sí que va tenir un fill: 
- Guillem I Tallaferro (? - 945), comte d'Angulema[1]